# Ole Olufsen
Pour les articles homonymes, voir Olufsen.
Ole Olufsen, né à Bregnet Sogn en 1865 et mort à Frederiksberg en 1929, est un officier militaire et explorateur danois principalement connu pour ses expéditions en Asie centrale, notamment dans l'émirat de Boukhara et le Pamir, où il fut accompagné par le botaniste Ove Paulsen.